# Kamienica przy ulicy Basztowej 3 w Krakowie
Kamienica przy ulicy Basztowej 3 – zabytkowa kamienica znajdująca się w Krakowie, w dzielnicy I przy ulicy Basztowej, na Piasku.
Kamienica została wzniesiona w latach 1887–1888 według projektu architekta Tadeusza Stryjeńskiego. W 1912 roku budynek został nadbudowany o trzecie piętro, zgodnie z projektem wykonanym w 1908 roku przez Wacława Krzyżanowskiego i Józefa Pakiesa. W latach 1957–1958 budynek został nadbudowany o czwarte piętro.
27 listopada 1975 kamienica została wpisana do rejestru zabytków. Znajduje się także w gminnej ewidencji zabytków.